# National Security Study Memorandum 200
National Security Study Memorandum 200: Implications of Worldwide Population Growth for U.S. Security and Overseas Interests (NSSM200; česky Memorandum 200 studie národního bezpečnosti) bylo memorandum dokončené 10. prosince 1974 sněmem národní bezpečnosti Spojených států amerických pod vedením Henryho Kissingera.
Bylo přijato do oficiální politiky Spojených států prezidentem Geraldem Fordem v listopadu 1975. Původně bylo tajné, na začátku 90. let bylo odtajněno a dáno k dispozici výzkumníkům.
Základní teze memoranda je taková, že růst populace v nejméně vyvinutých zemích je něco, co vyvolává obavy ze strany americké národní bezpečnosti, protože by tendenčně mohl způsobit občanské nepokoje a politickou nestabilitu v zemích, které mají vysoký potenciál k ekonomickému rozvoji.
V této zprávě je třináct zemí jmenováno jako obzvlášť problematických vzhledem k zájmům americké bezpečnosti: Indie, Bangladéš, Pákistán, Indonésie, Thajsko, Filipíny, Turecko, Nigérie, Egypt, Etiopie, Mexiko, Kolumbie a Brazílie. Tyto země jsou vykresleny jako zdroj 47 % populačního růstu.
Zpráva obhajuje propagaci antikoncepce a jiných prostředků s vlivem na redukci populace. Taktéž si pokládá otázku, zdali by Spojené státy neměly zvážit vyhrazení přebytků potravinových zásob do států, které zamýšlejí konstruktivně používat prostředků na kontrolu populace. Zpráva radí: „V těchto citlivých vztazích je nicméně důležité vystříhat se zdání nátlaku, a to jak ve stylu, tak ve své podstatě.“